# Homosexualität in Portugal

Geografische Lage von Portugal

In der Zeit nach der Diktatur unter Salazar hat sich die portugiesische Gesellschaft liberalisiert, und die Akzeptanz der Homosexualität ist insbesondere im 21. Jahrhundert gewachsen.

## Legalität
Acht Jahre nach der Nelkenrevolution wurde Homosexualität 1982 legalisiert.
Das Schutzalter wurde 2007 auf 14 Jahre vereinheitlicht, wobei die Ausnutzung der sexuellen Unerfahrenheit einer 14 oder 15 Jahre alten Person strafbar ist. Vorher lag das Schutzalter bei verschiedengeschlechtlichen Personen bei 14 Jahren und bei gleichgeschlechtlichen Personen bei 16 Jahren.

## Antidiskriminierungsgesetze
Die portugiesische Verfassung verbietet Diskriminierung auf Grund der sexuellen Orientierung. In Portugal bestehen seit 2004 Antidiskriminierungsgesetze zum Schutze der sexuellen Identität im Arbeitsrecht. Homosexuelle portugiesische Staatsbürger können in der Armee dienen.

## Anerkennung gleichgeschlechtlicher Ehen
Im Gesetz Nr. 7/2001 vom 11. Mai 2001 zum Schutz der De-facto-Lebenspartnerschaften (uniões de facto) werden Paare, die seit mehr als zwei Jahren zusammen leben, unabhängig von ihrem Geschlecht unter einen ähnlichen Schutz gestellt und mit ähnlichen Pflichten versehen, wie die heterosexuelle Ehe. Dies gilt also für heterosexuelle und homosexuelle Konkubinatspaare.
Die Adoption von nichtleiblichen Kindern ist hingegen nur andersgeschlechtlichen Paaren in einer faktischen Partnerschaft erlaubt (Art. 7). Seit 2013 erlaubt Portugal die gemeinschaftliche Adoption leiblicher Kinder.
Ein Gesetz zum Schutz vor häuslicher Gewalt, das auch gleichgeschlechtliche Partnerschaften erfasst, wurde verabschiedet.
Am 8. Januar 2010 befürwortete das Parlament Portugals die gleichgeschlechtliche Ehe (exklusive Adoption) mit den Stimmen der regierenden sozialdemokratischen Partei Partido Socialista sowie der unterstützenden befürwortenden linken Partei Bloco de Esquerda sowie der links-ökologischen Coligação Democrática Unitária. Staatspräsident Aníbal Cavaco Silva legte das Gesetz am 15. März dem Verfassungsgericht (Tribunal Constitutional) vor, um die Verfassungsmäßigkeit aller Teile, außer der Ausnahme der Adoption, überprüfen zu lassen. Am 8. April 2010 stimmten 11 von 13 Richtern für die von Berichterstatter Victor Gomes vorbereitete Erklärung der Verfassungsmäßigkeit. In der Begründung hieß es, die bisherige Ehe dürfe laut Verfassung nicht abgeschafft werden, aber es stehe dem Gesetzgeber frei, die Regeln anzupassen und weiterzuentwickeln. Der portugiesische Präsident Aníbal Cavaco Silva erklärte am 17. Mai 2010, das Gesetz zu unterzeichnen und nicht von seinem Vetorecht Gebrauch zu machen.
Die erste homosexuelle Ehe wurde im Juni 2010 zwischen einem lesbischen Paar in Lissabon geschlossen.
Am 20. Dezember 2015 verabschiedete das Portugiesische Parlament einen Gesetzentwurf, der das gemeinschaftliche Adoptionsrecht für verheiratete gleichgeschlechtliche Paare erlaubt. Am 10. Februar 2016 wurde ein Veto des Staatspräsidenten Aníbal Cavaco Silva mit absoluter Mehrheit im Parlament überstimmt.

## Gesellschaftliche Situation

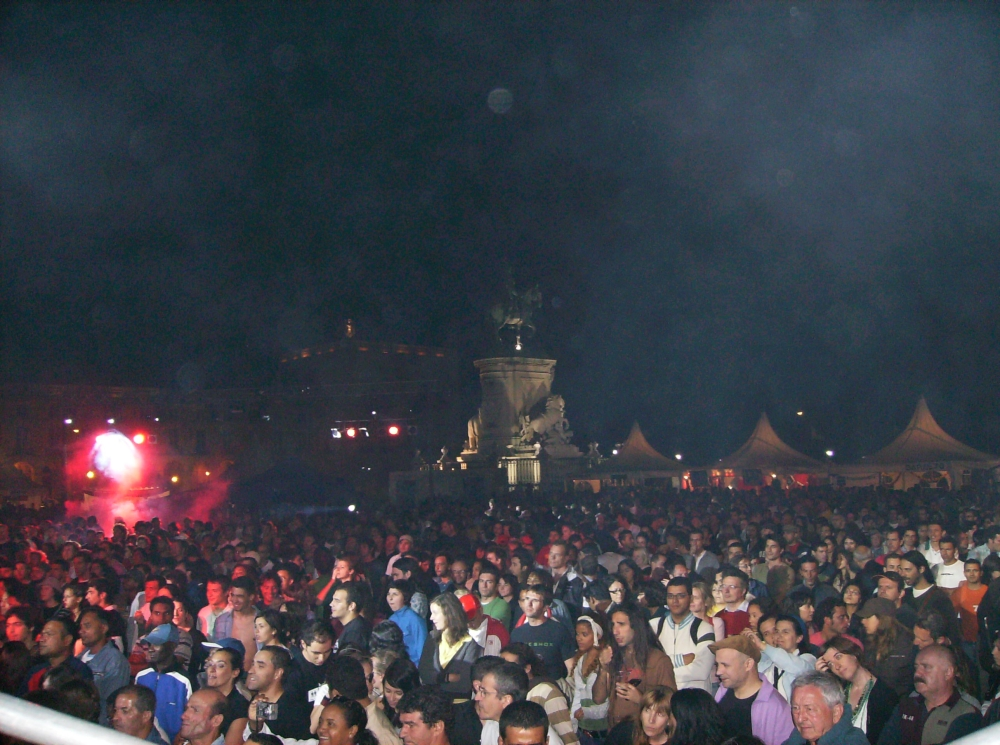
Gay Pride in Lissabon

Die portugiesische Gesellschaft ist generell tolerant gegenüber LGBT-Personen. Homophobe Gewalt war in den vergangenen Jahren sehr selten. Die Community und LGBT-Szene findet sich in Lissabon und in Porto sowie an der Algarve mit verschiedenen Bars, Kneipen und Nachtclubs. In Lissabon ist das Lesben- und Schwulenviertel rund um den Bairro Alto und der Principe Real angesiedelt. In Lissabon und Porto finden jährlich Gay-Pride-Veranstaltungen statt, an denen Zehntausende Besucher teilnehmen. In Lissabon ist jährlich im September ein europäisches LGBT-Filmfestival, das Queer Lisboa – Lisbon Gay & Lesbian Film Festival, zu sehen.
Auch der Portugiesische Film widmet sich regelmäßig dem Thema, sowohl in Spielfilmen, wie denen von João Pedro Rodrigues u. a., in Biopics wie Al Berto – Grenzenlose Liebe, oder auch in Dokumentarfilmen, wie in Fora da Lei (2006), in Joaquim Pintos bewegendem autobiografischen E Agora? Lembra-me (2013) oder dem anrührenden Film von Jorge Pelicano über den portugiesischen Pornodarsteller Fostter Riviera (Até Que o Porno Nos Separe, 2018).